# 감광유리

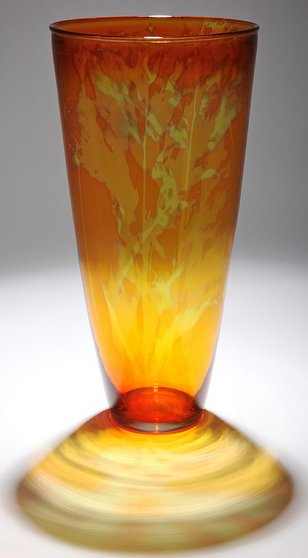

감광유리(感光琉璃, photosensitive glass, photostructurable glass, photomachinable glass, PSG)는 규산리튬계 유리에 속하는 투명한 유리이다. 감광유리는 1937년 S. 도널드 스투키에 의해 처음 발견되었다.

## 개요
소다석회유리에 방사선을 비추면 갈색으로 착색된다. 따라서 이 착색된 색의 농도를 측정하면 방사선의 양을 알 수 있으며, 색의 농도를 측정하기 쉽게 한 유리를 방사선측정용 유리라 부른다. 또 빛이 닿으면 검게 착색되고 빛을 제거하면 천천히 탈색되는 유리를 조광(調光)유리라 부르는데, 햇살이 강한 낮에는 검게 흐리어 빛을 차단하고 밤에는 투명해지므로 창유리용으로 연구되고 있다. 이것은 유리 속에 미세한 결정으로 된 할로겐화은(halogen 化銀)이 분산되어 있어, 빛이 닿으면 은이 분리되어 흑색의 입자로 되는 것을 이용한 것이다. 사진 필름의 반응과 같은 원리이지만 이 유리의 경우는 유리 속에서 일어나는 반응이므로 광선이 차단되면 본래의 형태로 되돌아간다는 점이 다르다.

## 참고 문헌
- Maluf, Nadim et al., Introduction to Microelectromechanical Systems Engineering, Artech House, 2004, ISBN 1-58053-590-9
- Paul, Amal, Chemistry of Glasses, Springer, 1990, ISBN 0-412-27820-0